# Сорочинська Світлана Миколаївна
Сорочи́нська Світла́на Микола́ївна (8 березня 1969, с. Немиринці, Городоцького району, Хмельницької області, Україна) — українська сценаристка, режисерка концертів, тематичних вечорів, фестивалів, співачка, лауреат всеукраїнських та міжнародних пісенних фестивалів–конкурсів, Заслужений працівник культури України.

## Життєпис
Співати почала ще у шкільному віці, в 1991 році закінчила Тернопільський державний педагогічний інститут за спеціальністю «Українська мова і література».
З 1990 по 1993 рр. — працювала вчителем української мови та літератури ЗОШ № 18 міста Тернополя.
З 1993 по 2006 роки — методист Тернопільського міського центру дитячої творчості (тепер — Центр творчості дітей та юнацтва).
З 2006 року по 2009 рік — заступник проректора з питань гуманітарної освіти та виховання Тернопільського національного економічного університету.
З 2009 року — начальник відділу творчої самореалізації та виховання Західноукраїнського національного університету.

## Творчість
Співачка організувала, провела творчі вечори та випустила однойменні аудіодиски:
1. «Закохана в пісню» (1999 р.);
2. «Білі лебеді» (2001);
3. «Хай дзвенить над краєм моя пісня» (2003 р.);
4. «Для тебе» (2004 р.);
5. «Співай, моє серце» (2006 р.);
6. «Заквітчало піснею весну» (2007 р.);
7. «Віч-на-віч з піснею» (2004 р.);

Голова та член оргкомітету:
1. I і II фестивалю української патріотичної пісні «Земля Героїв» (2009 р.);
2. Телевізійного фестивалю «Крок до мрії» (2011—2012 рр.);

Упорядник I і II випуску літературно-мистецького альманаху «Мистецька хвиля» (2014—2015 рр.), рецензент, автор та редактор ряду збірників сценаріїв та методичних рекомендацій з питань виховної роботи з молоддю: «Свята та розваги» (1998 р.), «Формування здорового способу життя студентів як важливої складової життєвого самовизначення» (2010 р.), «Сам собі режисер або анатомія шкільних свят» (2015 р.), «Формування духовності як складової естетичного виховання студентської молоді» (2015 р.), автор статей з питань роботи з обдарованою молоддю (журнал «Освітянин», м. Тернопіль).

## Концерти, пісні, відеокліпи
| №  | Назва                                                               | Режисер | Оператор |
| -- | ------------------------------------------------------------------- | ------- | -------- |
| 1  | «Віч на віч з піснею»                                               |         |          |
| 2  | «Свою любов тобі дарую, мамо»                                       |         |          |
| 3  | «Верба»                                                             |         |          |
| 4  | «Свою любов тобі дарую, мамо»                                       |         |          |
| 5  | «Молитва -як пісня»                                                 |         |          |
| 6  | «Рік новий»                                                         |         |          |
| 7  | «Розлюблю»                                                          |         |          |
| 8  | «Благословенна Господом земля»                                      |         |          |
| 9  | «Герої-Сини»                                                        |         |          |
| 10 | «Колядуємо разом»                                                   |         |          |
| 11 | «Світлана Сорочинська на творчому вечорі Марії Баліцької. 2007 рік» |         |          |
| 12 | «Дорослий син»                                                      |         |          |
| 13 | «Творчий вечір Світлани Сорочинської „Співай, моє серце“»           |         |          |

## Відзнаки
1. Лауреат Всеукраїнського фестивалю-конкурсу «Вечори над Латорицею» (м. Мукачево, 1997 р.)
2. Лауреат Всеукраїнського молодіжного фестивалю-конкурсу «Сузір'я»(м. Івано-Франківськ, 1997р).
3. Лауреат Всеукраїнського фестивалю мистецтв «Боромля» (м. Тростянець, 1998 р.)
4. Лауреат Всеукраїнського фестивалю «О, Мати Божа, о, райський цвіте» (м. Тернопіль, 2004 р.).
5. Лауреат Всеукраїнського фестивалю мистецтв «Червона калина» (2008 р.).
6. Лауреат Всеукраїнського мистецького фестивалю «Цвіт вишиванки» (м. Тернопіль, 2009—2014 рр.).
7. Подяка Президента України (1997 р.).
8. Звання «Заслужений працівник культури України» (2002 р.).
9. Нагородний знак міського голови м. Тернополя (2012 р.)
10. Відзнаки Тернопільської міської ради (2007 р., 2012 р.).
11. Подяка Міністерства освіти і науки України (2016 р.).
12. Почесна грамота Всеукраїнського товариства «Просвіта» ім. Тараса Шевченка (2023 р.).